# Tao Yuanming
Pour les articles homonymes, voir Tao (homonymie).
Œuvres principales
La Source aux fleurs de pêcher
Tao Yuanming (chinois simplifié : 陶渊明 ; chinois traditionnel : 陶淵明 ; pinyin : táo yuānmíng ; EFEO : T'ao Yuan-ming), ou Tao Qian (陶 / 陶潛, táo qián, Tao Ts'ien), né en 365 (ou 352), mort en 427, est un poète chinois.
Tao Yuanming est considéré comme un des plus grands poètes inspirés par le taoïsme. Il chante dans ses poèmes la retraite à la campagne et le vin. L'un de ses textes les plus connus est La Source aux fleurs de pêcher (桃花源), qui décrit un village vivant loin du monde dans une vallée cachée. Tao Yuanming est aussi l'auteur du Chant du retour (Guiqulai xi ci), texte dans lequel il parle de son retour chez lui, à la campagne, après avoir quitté son métier de fonctionnaire.

## Contexte historique
La vie de Tao Yuanming s'est déroulée pendant une période de division de la Chine. La dynastie Jin avait pendant un temps réussi à réunifier la Chine. Mais les barbares occupaient le Nord depuis le début du ive siècle. C'est durant cette période que Tao Yuanming est né. La dynastie Jin disparaît de son vivant, en 420, remplacée par la dynastie Song du Sud. Le confucianisme est délaissé au profit du taoïsme, tandis que le bouddhisme accroît son influence. Des bonzes se consacrent à la traduction de nombreux textes bouddhiques, dont Huiyuan (334-416), un contemporain de Tao Yuanming.

## Biographie

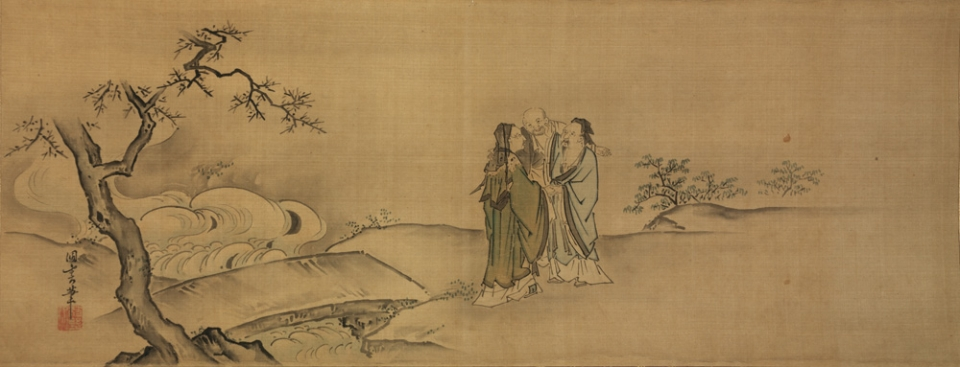
Trois rieurs à la rivière des Tigres, par le peintre japonais Kano Doun Masanobu (1625–1694) (Johnson Museum of Art). La rencontre légendaire entre Huiyuan, Tao Yuanming et Lu Xiujing a inspiré plusieurs peintres.

Tao Yuanming est issu d'une famille de lettrés ayant fait une carrière de fonctionnaire : l'arrière-grand-père, Tao Kan (en), était haut fonctionnaire, son grand-père maternel général, son grand-père paternel et son père gouverneurs locaux. Sa famille n'a cependant pas  été l'une des plus puissantes de l'aristocratie de l'époque, ce qui explique peut-être que lui-même n'ait pas fait une grande carrière. Tao n'a en effet été qu'un fonctionnaire subalterne, et de manière occasionnelle : sa carrière commence tardivement en 393 avec un poste mineur à la préfecture de Jiangzhou (actuelle Jiujiang) . En 400, il occupe un poste d'aide (canjun) auprès de Huan Xuan (en), un général qui déposera l'empereur des Jin Andi en 404. Tao revient dans la carrière, après avoir pris le deuil de sa mère, en 404-405, en servant notamment comme aide de Liu Yu, futur fondateur de la dynastie des Song du Sud. Son dernier poste est celui de préfet de Pengze pour une durée de quatre-vingts jours, en 406. Il se retire ensuite définitivement, dans sa propriété d'abord, mais celle-ci brûle et il rejoint alors son village natal. Sa vie à la campagne n'était pas celle d'un ermite, puisqu'il y avait de nombreuses relations avec lesquelles il aimait boire. Son amour du vin est d'ailleurs fameux. Il a d'ailleurs écrit une série de vingt poèmes sur cette boisson. Cultivant ses champs, il connut la pauvreté et la faim,.
Il était adepte du taoïsme et s'est intéressé au bouddhisme chan. Il existe à ce sujet une légende relatant la rencontre du bonze Huiyuan, de Tao Yuanming et de Lu Xiujing, que l'on a même relevée sous forme de conte populaire.

## Œuvre

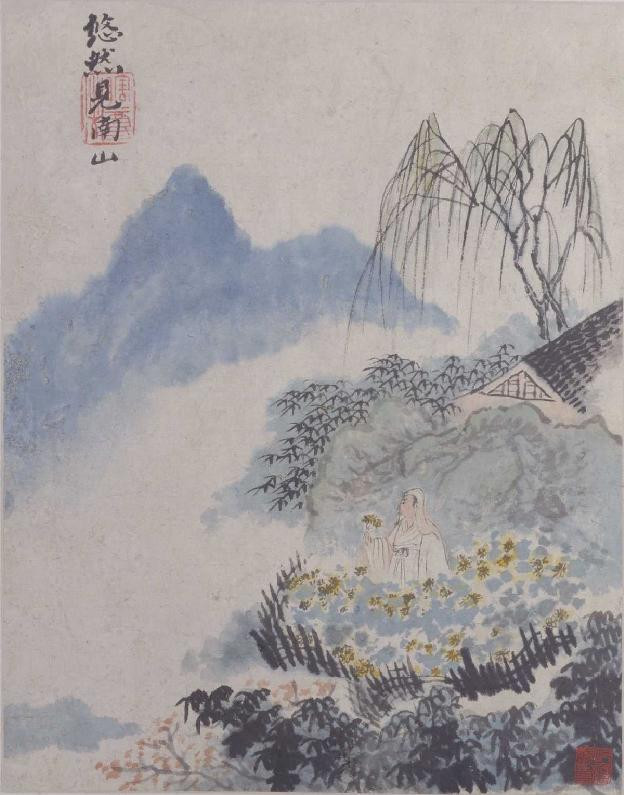
L'une des Illustrations dans l'esprit des poèmes de Tao Yuanming, de Shitao (1642-vers 1707). Musée du palais, Pékin.

Son texte en prose La Source aux fleurs de pêcher (Tao yuan ji) est considéré comme une utopie anarchiste : dans un village coupé du monde les habitants y vivent sans hiérarchie ni lois.
Il reste environ cent trente poèmes de Tao Yuanming, dans lesquels se manifeste son amour de la vie à la campagne. La simplicité de cette vie s'accorde avec la simplicité de son style.
Tao Yuanming est l'auteur d'une courte autobiographie dans laquelle il se donne le surnom de « Cinq Saules », en raison des cinq saules poussant près de sa maison. Écrite quand il avait vingt-huit ans, il s'agit davantage d'un texte exprimant son idéal que d'une biographie.

## Traductions
- Paul Demiéville (dir.), Anthologie de la poésie chinoise classique, Paris, Gallimard, 1962, rééd., coll. « Poésie » (« T'ao Ts'ien », p. 135-139).
- Biographie des regrets éternels, trad. par Jacques Pimpaneau, Philippe Picquier, 1989 « Maître Cinq Saules » et « Maître Cinq Saules et le bonze », p. 47-53 (autobiographie imaginaire de Tao Yuanming et conte populaire sur le poète).
- Jacques Pimpaneau, Anthologie de la littérature chinoise classique, Arles, Éditions Philippe Picquier, 2004 (« L'œuvre de Tao Yuanming (Tao Qian, 365-427) », p. 274-297).
- Wing fun Cheng & Hervé Collet, Choix de poèmes, traductions et présentations, L'homme, la terre, le ciel , Millemont, Editions Moundarren, 2014.

- Philippe Uguen-Lyon (édition, traduction et notes), Tao Yuanming : Œuvres complètes 陶淵明集, Paris, Les Belles Lettres, 2022.